# Joseph Ulbrich
Joseph Ulbrich, född 23 oktober 1843 i Eger, Böhmen, död 20 augusti 1910, var en österrikisk statsrättslärare.
Ulbrich blev 1876 privatdocent, 1879 extra ordinarie och 1884 ordinarie professor vid tyska universitetet i Prag. År 1905 blev han ledamot av österrikiska herrehuset.